# Blek malmätare
Blek malmätare, Eupithecia expallidata är en fjärilsart som beskrevs av Henry Doubleday 1856. Blek malmätare ingår i släktet Eupithecia och familjen mätare, Geometridae. Arten har påträffats på en lokal i Bohuslän, första gången 2013, och anges som reproducerande i Sverige. Inga underarter finns listade i Catalogue of Life.

## Bildgalleri

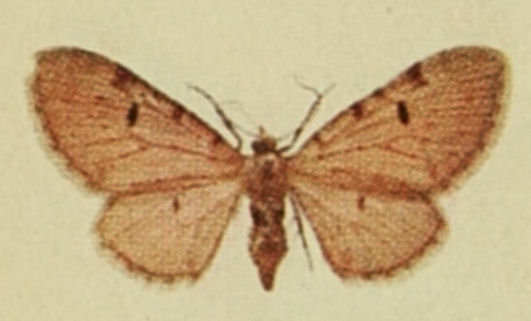